# Monument (Installation)

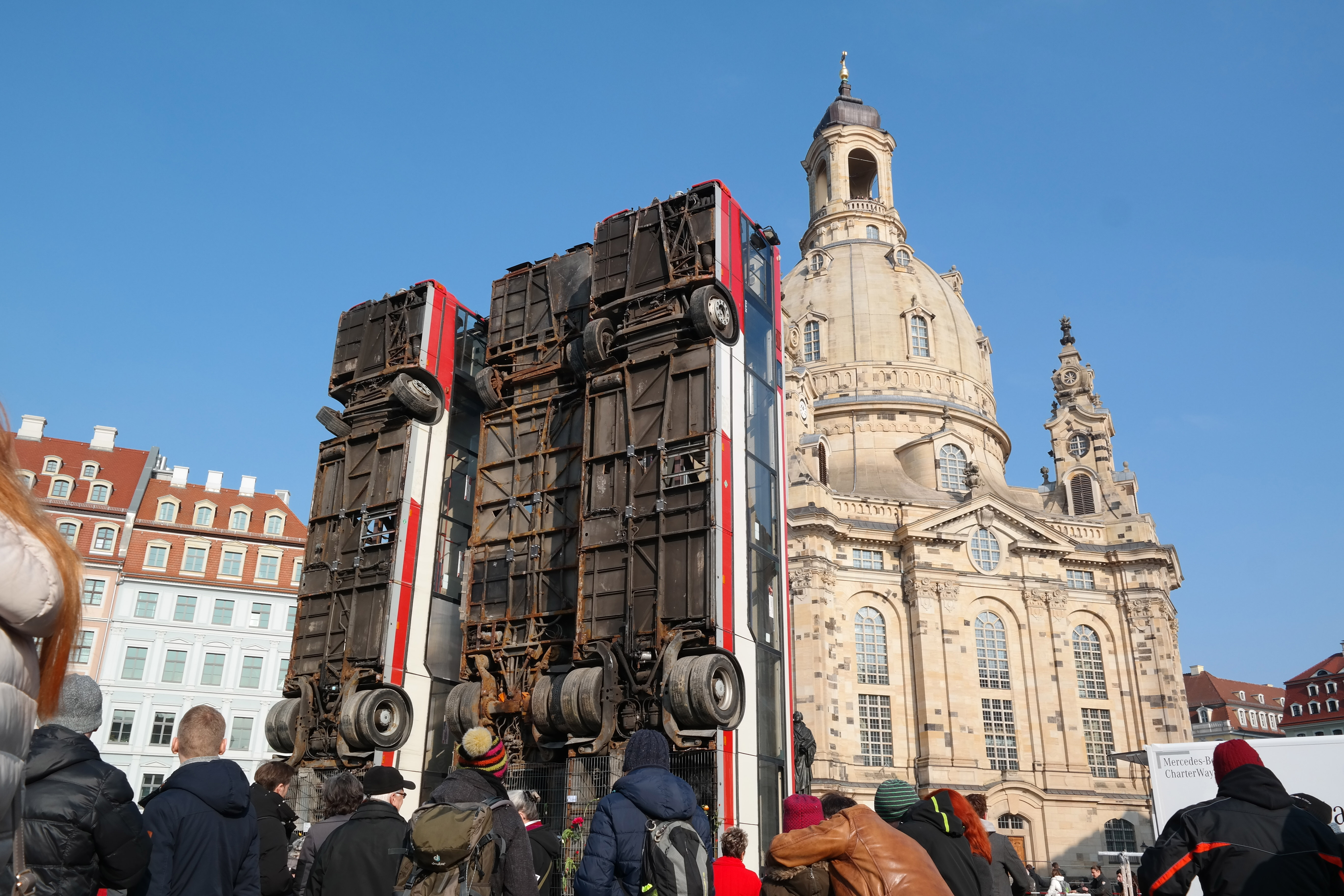
Die Installation in Dresden (2017)

Monument ist der Name einer Installation des syrisch-deutschen Künstlers Manaf Halbouni. Sie wird von drei hochkant stehenden Bussen dargestellt. Historisches Vorbild war eine Barrikade, wie sie während des Bürgerkriegs in Syrien in Aleppo als Schutzschild gegen Scharfschützen diente. Die Fotografie aus dem März 2015 von dieser Barrikade wurde als eines der Symbole für die humanitäre Katastrophe des Syrischen Bürgerkrieges weltweit bekannt. Von Anfang Februar bis April 2017 stand die Installation auf dem Dresdner Neumarkt vor der Dresdner Frauenkirche, danach stand sie im November 2017 vor dem Brandenburger Tor in Berlin.

## Werk
Bereits 2015 veröffentlichte Halbouni eine Serie von Fotocollagen, in denen die drei Busse des Originalfotos in Fotos von berühmten Plätzen, wie zum Beispiel den Roten Platz in Moskau, montiert wurden. Er bewarb sich mit diesem Projekt beim Friedensmuseum Erlauf, welches jährlich wechselnde Freiluftausstellungen veranstaltet. Das Projekt wurde 2016 vom Erlaufer Gemeinderat abgelehnt.
Die in Dresden verwirklichte Installation Monument ist Teil des Kulturfestes „Am Fluss/At The River – Kunst, Theater, Performances, Konzerte, Gespräche, Workshops zu Kulturen des Ankommens entlang der Elbe“. Das Fest war eine gemeinsame Initiative des Kunsthauses Dresden sowie des Societaetstheaters Dresden und war von Anfang an als ein Gegenpol zu Pegida gedacht.
Die Skulptur sollte im Rahmen des alljährlichen Gedenkens die Verbindung des im Zweiten Weltkrieg von den Alliierten stark zerstörten Dresdens mit der aktuell stark zerstörten Stadt Aleppo herstellen. Das Monument besteht aus drei hochkant gestellten Bussen. Dabei handelt es sich um ausrangierte Linienbusse der Nürnberger Verkehrsbetriebe. An die Busse wurden auf der Rückseite zwei Doppel-T-Träger geschweißt und sie darin verankert. Ein Betonfundament wurde gegossen, worauf die Busse geschraubt sind. Die Kosten in Dresden betrugen 57.000 Euro. Finanziert wurden sie von der Stadt Dresden (15.000 Euro), mehreren Stiftungen, der Ostsächsischen Sparkasse und Privatpersonen. Die letztendliche Entscheidung über die Aufstellung traf die Kunstkommission der Stadt Dresden.
Die Organisatoren wollten mit dieser Skulptur ein „Zeichen für Frieden, Freiheit und Menschlichkeit“ setzen. Es sollte ein Mahnmal für die humanitären Katastrophen, hervorgerufen durch Kriege, sein, welches bewusst eine Brücke zwischen der Zerstörung Dresdens im Zweiten Weltkrieg und der Zerstörung Aleppos im Syrischen Bürgerkrieg heute schlägt.
Im November 2017 wurde die Installation in Berlin auf dem Platz des 18. März vor dem Brandenburger Tor aufgestellt. Sie war dort vom 10. bis zum 26. November zu sehen.

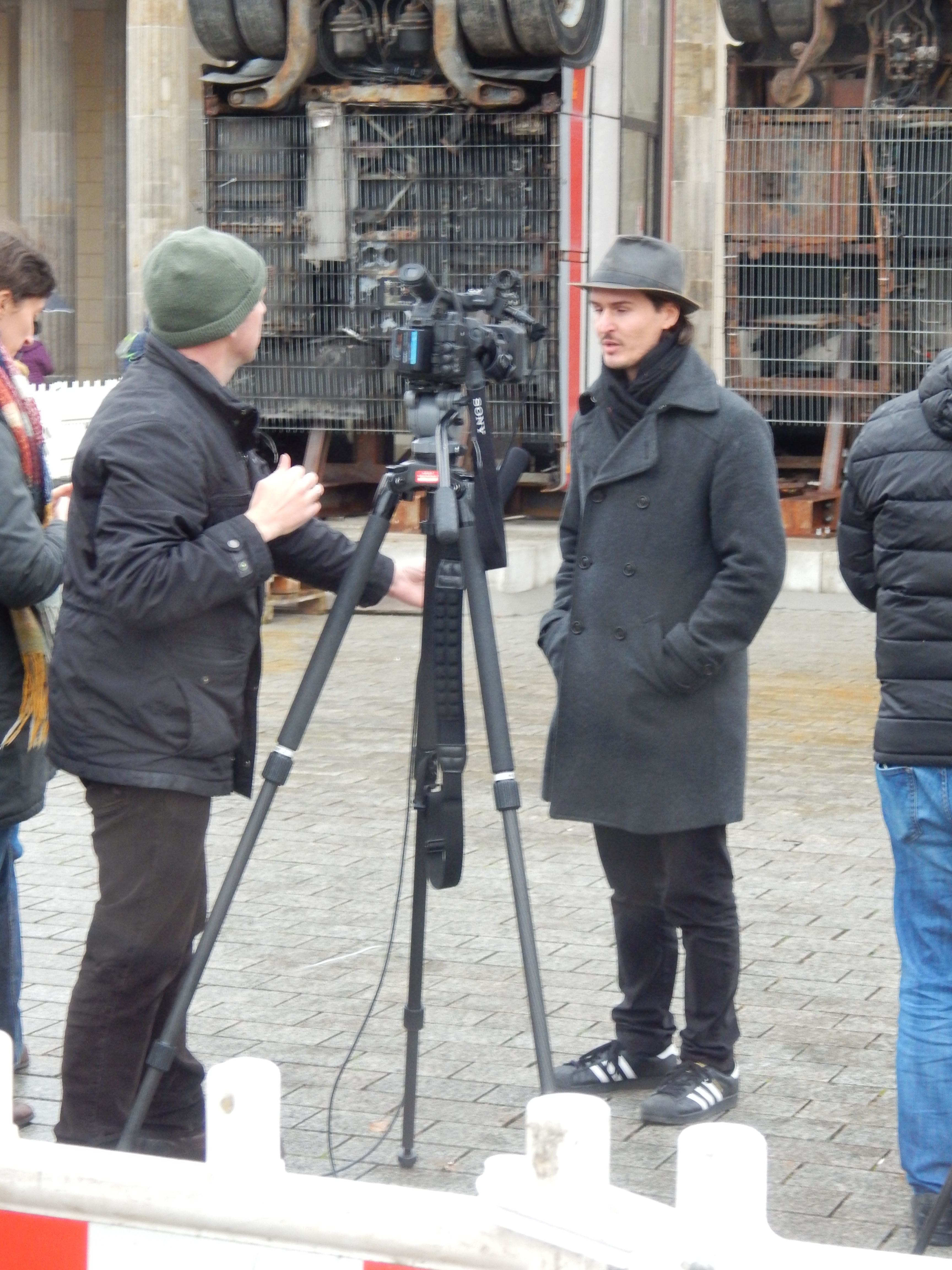
Halbouni am Eröffnungstag
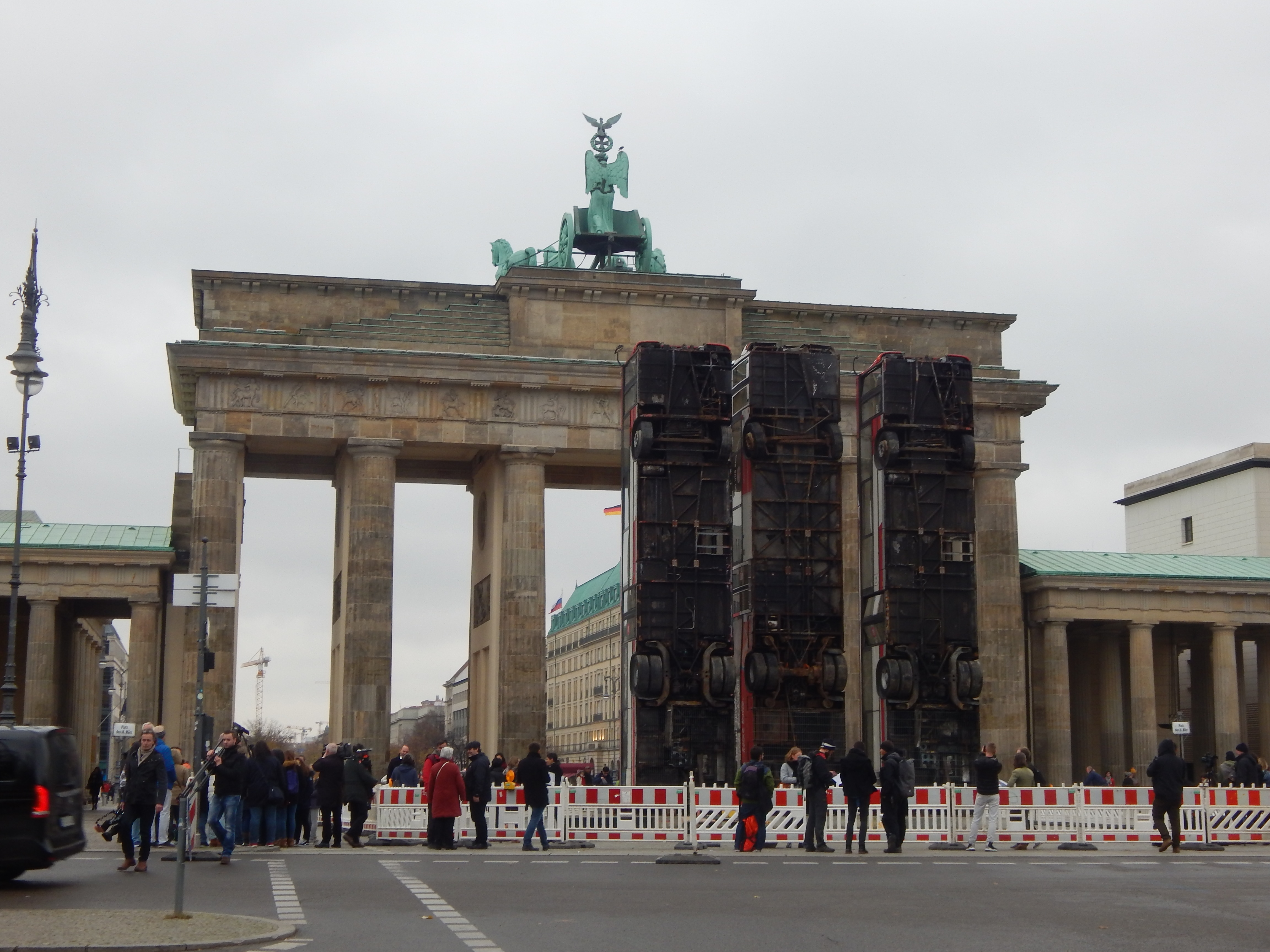
Absperrungen kurz nach dem Aufbau
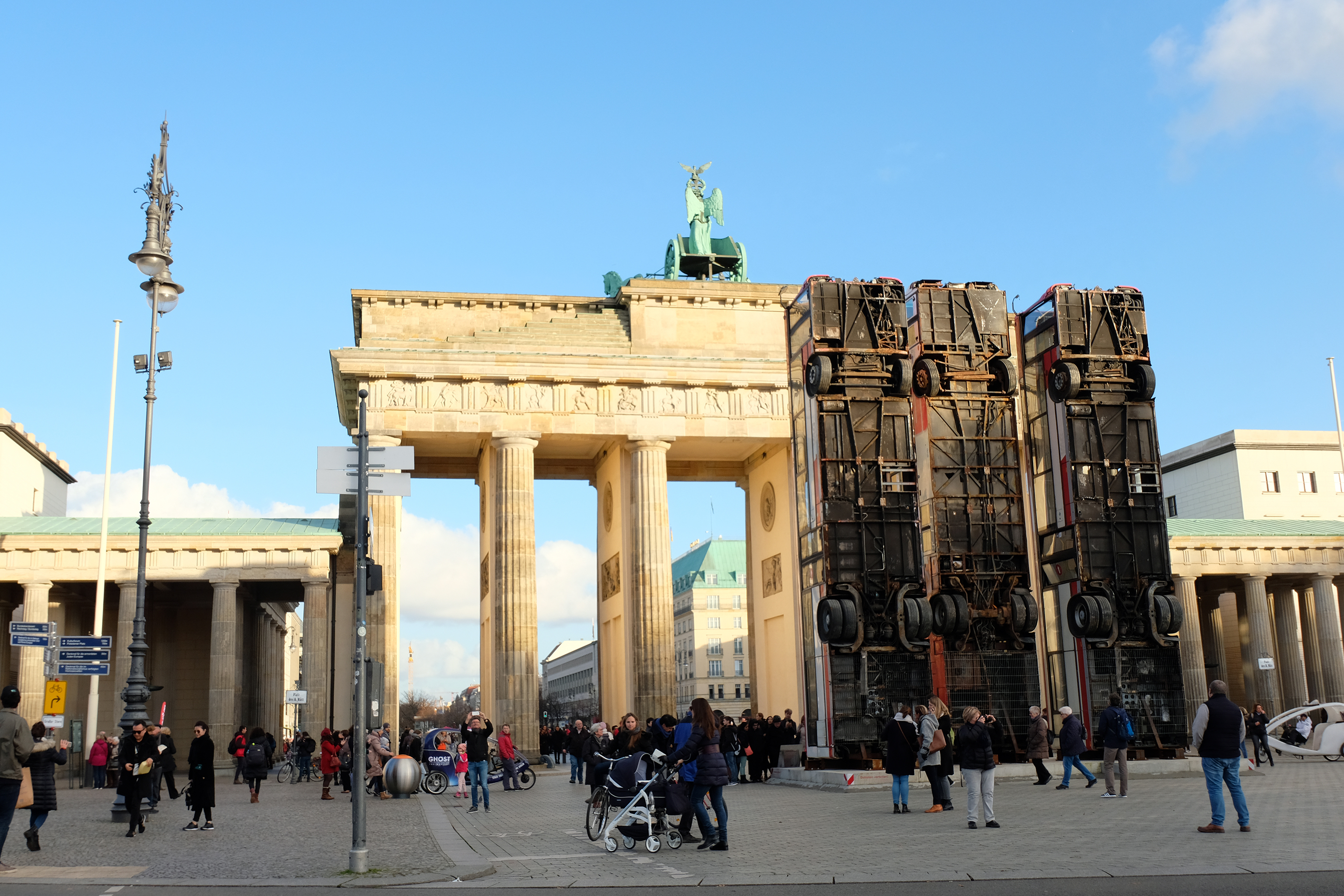
Monument Installation in Berlin, Nov. 2017
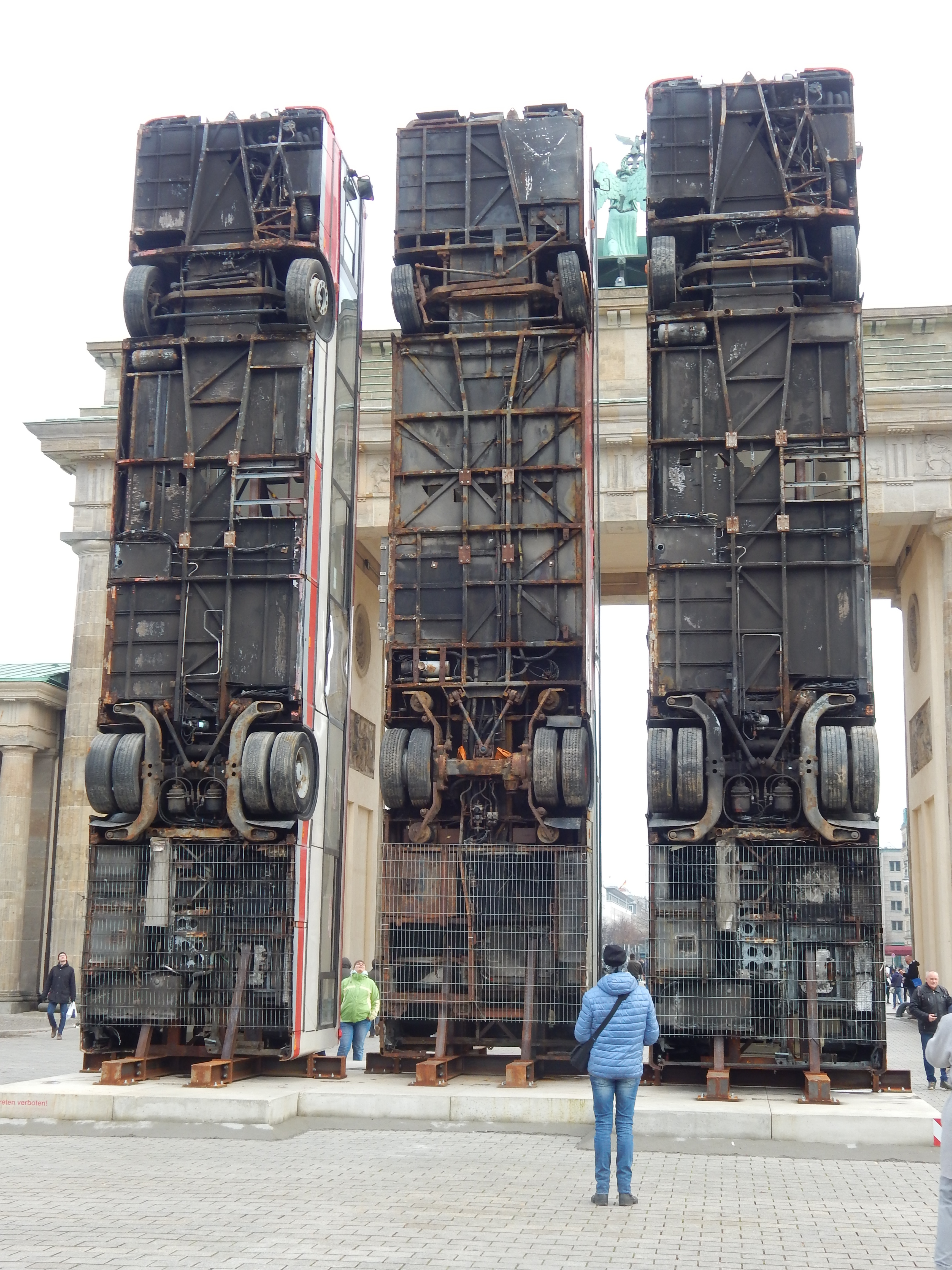
Details
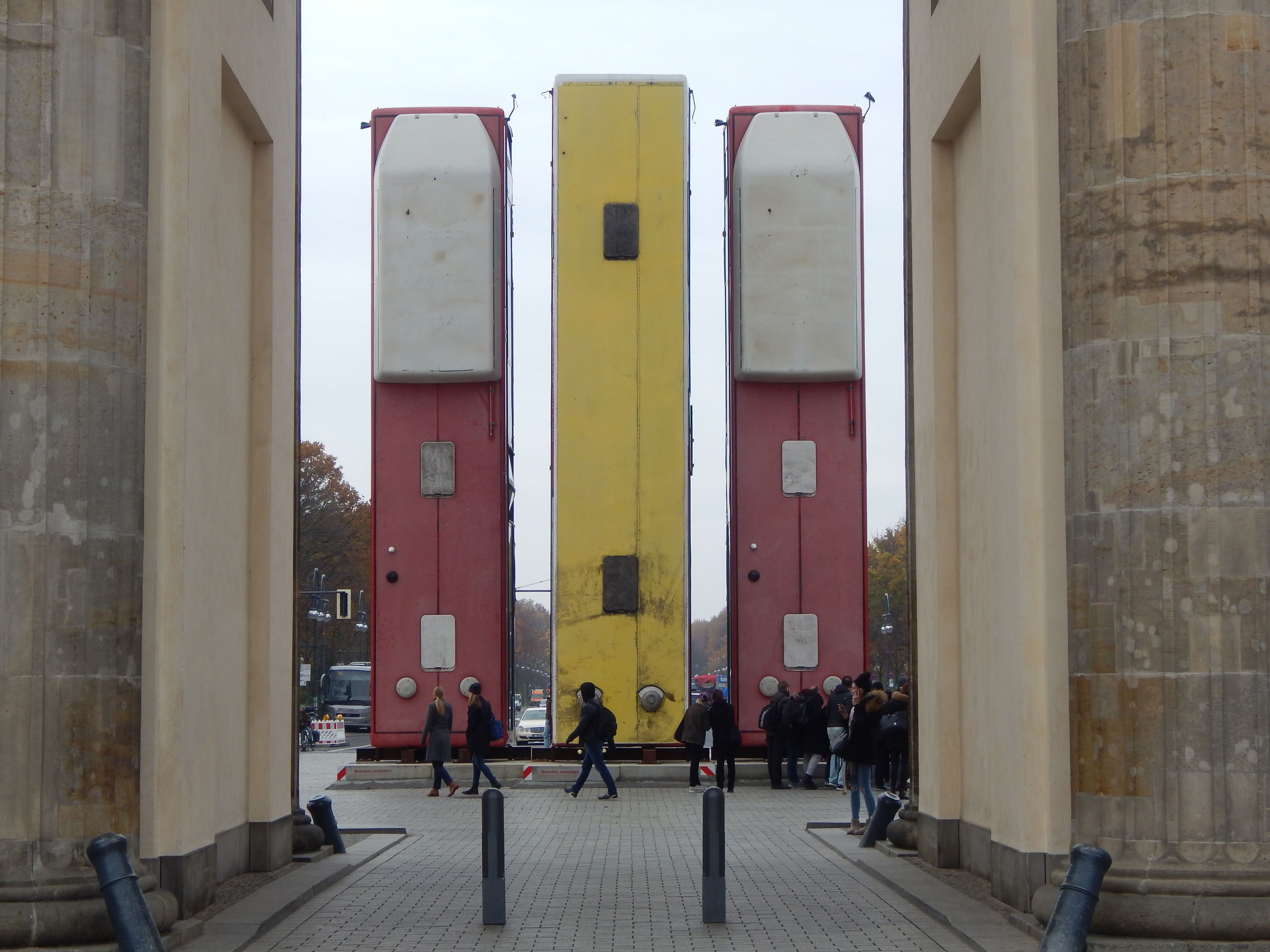
Vorm Brandenburger Tor
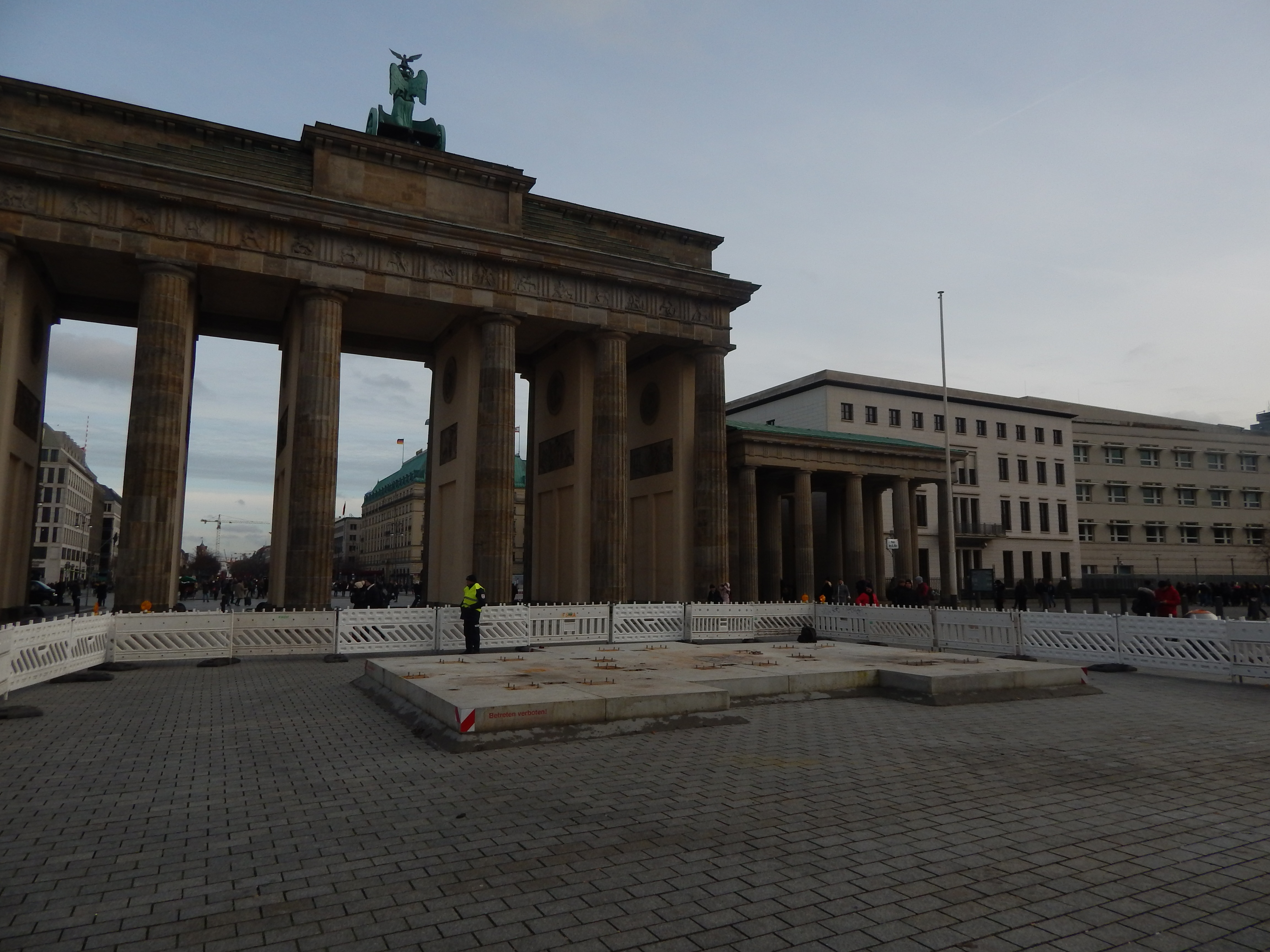
Abbau November 2017

## Eröffnung in Dresden
Bei der Einweihung der Installation am 7. Februar 2017 kam es zu heftigen Protesten und Störungen durch Menschen aus dem Umfeld von Pegida. Der MDR sprach nach Polizeiangaben von 60, ein Reporter der Dresdner Neuesten Nachrichten (DNN) zählte bis zu 300 und die Wochenzeitung Die Zeit 400 Gegner.
Mit Trillerpfeifen, Megafonen, Buhrufen und Parolen wie „Haut ab“ oder „Schande“ störten sie die Eröffnung.
Die Videodokumentation der DNN zeigt wie mehrfach „Volksverräter“ oder „Hilbert muss weg“ skandiert wurde; auch das „Umwerfen“ der aufgestellten Busse wurde immer wieder lautstark gefordert. Ein anwesender Fotograf wurde von den Demonstranten so stark bedrängt, dass die Polizei eingreifen musste. „Erinnerungen an die Proteste vom 3. Oktober wurden wach, auch da es sich bei einem großen Teil der Störer offensichtlich um die gleichen Personen handelte“ schrieben die DNN.
Das Mahnmal wurde von Christiane Mennicke-Schwarz, Leiterin des Kunsthauses Dresden, Sebastian Feydt, Pfarrer der Frauenkirche, dem Dresdner Oberbürgermeister Dirk Hilbert sowie Manaf Halbouni eingeweiht. Manaf Halbouni sagte in Richtung der Demonstranten: „Ihr wollt die ganze Zeit für eure Rechte oder für die abendländischen, christlichen Werte kämpfen. Schämt euch, denn ihr macht es nicht. Ihr habt nicht einmal dem Pfarrer erlaubt zu sprechen. Jeder darf hier seine Meinung sagen. Auch ihr. Aber man macht das mit Kultur und man sagt das gesittet.“
Aufgrund der Proteste wurde die Installation anfangs rund um die Uhr von der Polizei bewacht. Ab dem 14. Februar 2017 übernahm ein privater Wachschutz die Nachtwache, während die Polizei tagsüber verstärkt Streife auf dem Neumarkt fuhr.

## Proteste gegen das Kunstwerk
Kritiker, von denen viele aus dem Umfeld der Pegida-Bewegung kamen, hielten die Installation für eine Verharmlosung der Opfer in Dresden. Sie behaupteten, dass die Situation in Syrien nicht vergleichbar schlimm und deshalb eine Flucht von Syrern nach Deutschland nicht gerechtfertigt sei. In sozialen Netzwerken wie Facebook sprach man sich gegen die Skulptur aus und Manaf Halbouni wurde direkt auf seiner Facebook-Seite attackiert. In Medien der Neuen Rechten wurde gegen das Mahnmal polemisiert und zum Protest mobilisiert.
Pegida-Vizesprecher Siegfried Däbritz rief Pegida-Demonstranten auf, zur Einweihung der Installation zu gehen. Pegida-Initiator Lutz Bachmann kündigte auf Facebook eine Klage gegen die Installation an, weil sie den Terrorismus verherrliche. Die sächsische AfD unterstützte die Proteste.
Bereits einen Tag nach der Eröffnung wurde Halbouni öffentlich unterstellt, er würde dem Islamismus nahestehen, da die originale Barrikade von der islamistischen Ahrar-al-Scham-Brigade errichtet worden sei, was sich an einer Fahne auf den Originalfotos beweisen lasse. Halbouni distanzierte sich von der Brigade und von jeder politischen Strömung in Syrien. Der Bezug zur al-Scham-Brigade sei ihm bislang nicht bekannt gewesen. An der intendierten Botschaft seines Kunstwerkes ändere das nichts: Die Skulptur mit den drei senkrecht stehenden Bussen erinnere an den syrischen Bürgerkrieg. Christiane Mennicke-Schwarz, die Leiterin des Kunsthauses Dresden, betonte, dass das Werk von Halbouni nicht die komplexe Situation des Bürgerkriegs abbilden solle, sondern primär als Mahnmal gegen Gewalt – auch von Terroristen – dienen solle.
Ein Bürger Dresdens scheiterte am 15. Februar 2017 vor dem Verwaltungsgericht Dresden mit seinem Antrag auf sofortige Beseitigung des Monument. Er vertrat die Auffassung, dass die Aufstellung im Hinblick auf das Gedenken an die Opfer des 13. Februar 1945 „unangemessen und respektlos“ sowie eine bewusste Provokation sei. Das Gericht urteilte unter anderem „es sei keine Rechtsvorschrift ersichtlich, welche das Interesse eines Betrachters eines Kunstwerks schütze, dass dieses bei ihm keinerlei anstößige Wertung erregt“ und verwies auf die Kunstfreiheit.
Am Morgen des 20. Februars 2017 hängten Mitglieder der in Teilen völkischen Identitären Bewegung, getarnt als Mitarbeiter einer nichtexistenten Baufirma unter dem Vorwand, von der Stadt mit Reinigungsaufgaben beauftragt worden zu sein, ein Banner und eine Fahne mit einer Aufschrift, die grafisch arabischer Schrift nachempfunden war, auf. Mittags nahmen Mitarbeiter der Zentralen Technischen Dienste der Stadt Dresden Banner und Fahne wieder ab. Auch sonstige Zettel mit Meinungsäußerungen, welche sich im Laufe der vorangegangenen Tage an der Basis der Installation angesammelt hatten, wurden in diesem Zuge entfernt. Der Künstler Manaf Halbouni nannte die Aktion „armselig und traurig“. Christiane Mennicke-Schwarz sagte, es sei „beschämend“, dass die IB nicht in der Lage sei, sich eine eigene Plattform für ihre Meinung zu schaffen und deshalb Kunst instrumentalisieren müsse.

## Rezeption
Die Dresdner Journalistin Doreen Reinhard schrieb über Halbouni und seine Installation in der ZEIT: „In seiner künstlerischen Bearbeitung zieht er Verbindungen zu Dresdner Zivilisten, die sich 1945 ebenfalls vor Angriffen schützen mussten. Insofern versteht sich sein Monument auch als Mahnmal für Dresdens Bomben-Opfer.“
Die Stiftung Frauenkirche Dresden begrüßte die Installation als Zeichen der Mahnung an das Leid der von Krieg und Zerstörung betroffenen Menschen in Syrien und aller Welt. Sie sei ein Impuls zum festen Glauben an einen Neubeginn.
Die Ereignisse in Syrien beeinflussten „auch unser Leben – ob wir das wollen oder nicht“, sagte Dresdens Oberbürgermeister Dirk Hilbert bei der Eröffnung. Im Vorfeld der Gedenkveranstaltungen am 13. Februar warnte er vor einem „Opfermythos“ in Dresden. Gerade in Zeiten des erstarkenden Populismus – „nicht nur in unserer Stadt, sondern in der gesamten westlichen Welt“ wolle seine Stadt am 13. Februar Akzente setzen.
Der Journalist Peter Nowak kritisierte in Telepolis, dass längst völkisch-nationalistische Kreise um Pegida die Debatte um die Installation dominierten. Inhaltlich kritisierte Nowak, der Künstler habe nicht nur die Forderung nach Frieden erhoben, sondern auch das Bild der unschuldig zerstörten und nun wiedererstanden Stadt ohne eine notwendige politische Einordnung gezeichnet. Halbouni bediene „auch einen Dresden-Mythos. Es geht nicht mehr um politische Kräfte und um die Frage, wer hier was verteidigte. Welche symbolische Botschaft geht denn von einer von Islamisten gegen eine repressive laizistische Regierung verteidigten Barrikade aus? Ist eine solche Ignoranz gegenüber politischen Zusammenhängen nicht sehr ähnlich jener deutschen Entschuldigung, man habe bis zur letzten Minute den Nazis die Treue gehalten, weil man sich gegen die Alliierten verteidigen musste?“ Differenzierte Diskussionen rund um die Installation würden leider kaum geführt, „weil die rechten Anhänger eines deutschvölkischen Dresden-Gedenkens die Debatte geprägt haben.“
Die sächsische AfD-Landtagsabgeordnete Karin Wilke sagte, man wolle mit der Installation offenbar ganz bewusst die Dresdner düpieren, „um damit die Pegida-Bewegung auf die Barrikaden zu bringen“.
Anlässlich der Aufstellung in Berlin kritisierte der Journalist Tobias Riegel im Neuen Deutschland, dass das keine »Anti-Kriegs-Skulptur« sei, sondern ein Denkmal für die Kämpfer der Al-Nusra-Front, die die syrische Stadt Aleppo bis zu ihrer Befreiung durch die russische und syrische Armee als Geisel für ihre westlich geförderten Umsturzfantasien genommen hatten.